# Holca infumata
Holca infumata är en insektsart som beskrevs av Morgan Hebard 1924. Holca infumata ingår i släktet Holca och familjen Pseudophasmatidae. Inga underarter finns listade i Catalogue of Life.